# Максимилиан Филип фон Хардег
Максимилиан Филип фон Хардег (на немски: Maximilian/Mac Philipp, Graf von Hardegg; † 1663) е граф от род Хардег в Долна Австрия.

## Живот
Той е син на граф Георг Фридрих фон Хардег-Глац (1568 – 1628) и съпругата му Сидония фон Херберщайн (* 1574), дъщеря на фрайхер Георг Руперт фон Херберщайн († 1612) и Мария Магдалена фон Ламберг. Брат е на граф Юлиус III фон Хардег (1594 – 1684). Внук е на граф Хайнрих II фон Хардег († 1577) и графиня Анна Мария фон Турн-Валсасина († 1597). Правнук е на граф Юлиус I фон Хардег († 1557/1559) и графиня Гертруда фон Еберщайн (1512 – 1551).

## Фамилия
Максимилиан Филип фон Хардег се жени 1643 г. за графиня Ева Мария фон Зинцендорф († 1652), дъщеря на фрайхер Августин фон Зинцендорф (1590 – 1642) и фрайин Елизабет фон и цу Траутмансдорф (1587 – 1653). Те имат една дъщеря:
- Максимилиана фон Хардег-Глац-Махланде (* 16 март 1644, Турн; † 27 август 1678, Регенсбург), омъжена на 22 октомври 1677 г. в Регенсбург за граф Хайнрих I Ройс-Шлайц (* 26 март 1639, Шлайц; † 18 март 1692, Кьостриц), вдовец на първата ѝ братовчедка графиня Естер фон Хардег-Глац-Махланде (1634 – 1676), дъщеря на чичо ѝ граф Юлиус III фон Хардег (1594 – 1684).[3]